# Johan van Geluwe
Johan van Geluwe (Waregem, 8 mei 1929 - aldaar, 28 januari 2020) was een Vlaams-Belgisch beeldende kunstenaar.

## Biografie
Als zoon van architect Jozef van Geluwe, behaalt Johan in 1953 het diploma van architect aan het Sint-Lucasinstituut te Gent, waar hij van 1974 tot 1994 architecturaal ontwerpen doceerde.
Sinds de jaren zeventig ontwikkelde hij een oeuvre dat buiten alle kunstcategorieën viel. Hij riep fictieve instituten in het leven zoals The Museum of Museums. De combinatie van globaal en lokaal denken liep als een rode draad door zijn werk. Daarbij vermengde hij cultuursymbolen met zowel kitsch als avant-garde, en utopie met realiteit. Tegenover de macht van het instituut en de commercialisering van kunst stelde hij een kritische blik, die gericht was op kwaliteit en publieke verantwoordelijkheid. De kunstenaar ontsnapte aan de conventies door zijn toevlucht te zoeken in relativerende ironie en in grensgebieden van de kunst, zoals architectuur, geschiedenis en volkscultuur. Die veelzijdigheid kwam tot uiting in verschillende media: installaties, verzamelingen, dia's, grafiek en woordspelingen. Zijn visie resulteerde in een heel eigen beeldtaal die veel thema's aanraakte, maar nergens anders thuishoorde dan in The Museum of Museums.
Zijn fictieve instituut The Museum of Museums vormde de rode draad in zijn werk. Daarvoor verzamelde en maakte hij mail-art, grafiek, installaties, enzovoort. Het omvangrijke - in zijn woning bijeengebrachte - oeuvre schonk hij aan het gemeentearchief van Waregem.

## Werk
Als ARTchitect ging Johan van Geluwe op zoek naar de grenzen tussen wat als ‘High Contemporary Architecture’ en ‘Low Popular Culture’ werd omschreven, meer nog: hij verenigde ze in bouwwerken, zoals zijn Architecturale Dorische Zuil uit 1981 waarin hij zijn collectie van eigen dia’s van volkse bouwkunst toonde. Deze installatie omschrijven als postmodernistisch zou afbreuk doen aan de stichter van het Architectural Research Terminal die de vraag ‘Architecture is’, na een mail art project, beantwoordde met een opsomming van alle -ismen die onze taal en de architectuur rijk waren. De ‘High Contemporary Architecture’ gaf hij in 1984 met het adagium ‘LESS IS LESS / MORE IS MORE / NO MORE LESS / NO MORE MORE’ stof tot reflectie en debat. Terwijl hij zelf in het TRY Architectuuronderzoek seminarie aan het Sint-Lucasinstituut te Gent zijn fascinatie voor volkse bouwkunst deelde met de studenten. Als architect stond hij met zijn inzending voor de ‘CA’VERNIER DEI LEONI’ op de 3de architectuurbiënale van Venetië en als ARTchitect toonde hij op de volgende editie in 1991 de volkse bouwkunst in het Belgisch Paviljoen. Reeds in 1975 nam Harold Szeemann Van Geluwe zijn diareeks over volkse architectuur op in het ‘Museum der Obsessionen’. Na exposities in Antwerpen (ICC 1977), Brussel (Ravenstein Galerij 1979) en Gent (Lineart 1981) kregen Van Geluwe zijn ‘Hofjes van Eden’ een prominente plaats in Harold Szeemann zijn tentoonstelling Visionair België (2005). Roland Patteeuw wees op de belangstelling van Johan van Geluwe voor de zgn. ‘Primitieve architectuur’, voor het werk van zelfbouwers, ongetwijfeld aan de basis lag van Van Geluwe zijn relativerende houding tegenover architectuur en kunst in het algemeen. ‘Wat me daarin bijzonder aantrok, is de spontaniteit van de mensen die dergelijke architectuur schiepen, dat stond voorop. Anderzijds het feit dat die scheppingen los stonden van iedere statusvorm, maar dat de bouwers zichzelf willen omringen met mooie zaken die ze zelf gemaakt hebben. Tenslotte het logische verband tussen het interieur en de buitenarchitectuur, waardoor eigenlijk een volledige droomsituatie ontstaat’ 

## Publicatie
- Johan van Geluwe - The museum of museums - Ludion 2004